# Corrida de camelo

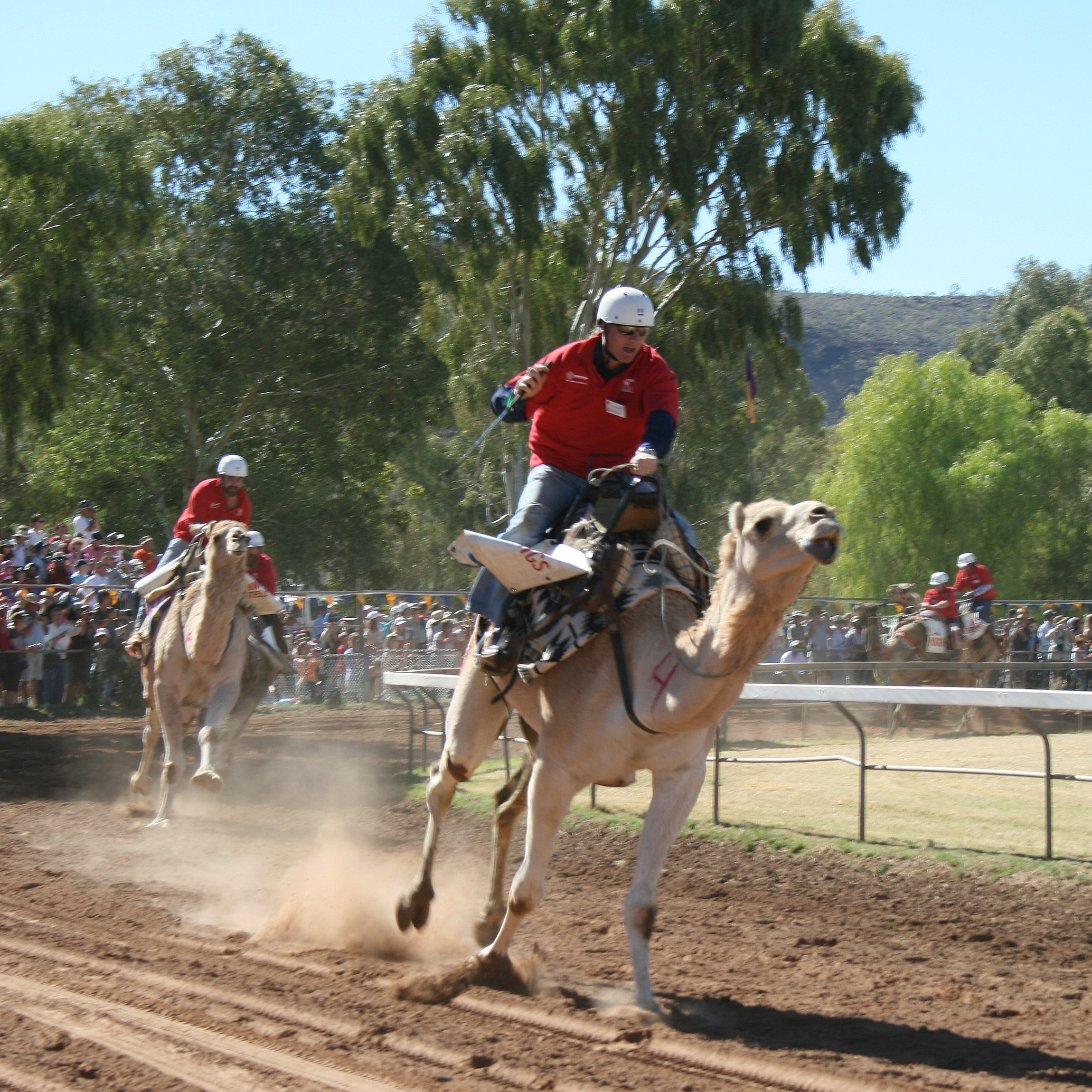
Corridas de camelo durante a 2009 Camel Cup, realizada em Alice Springs

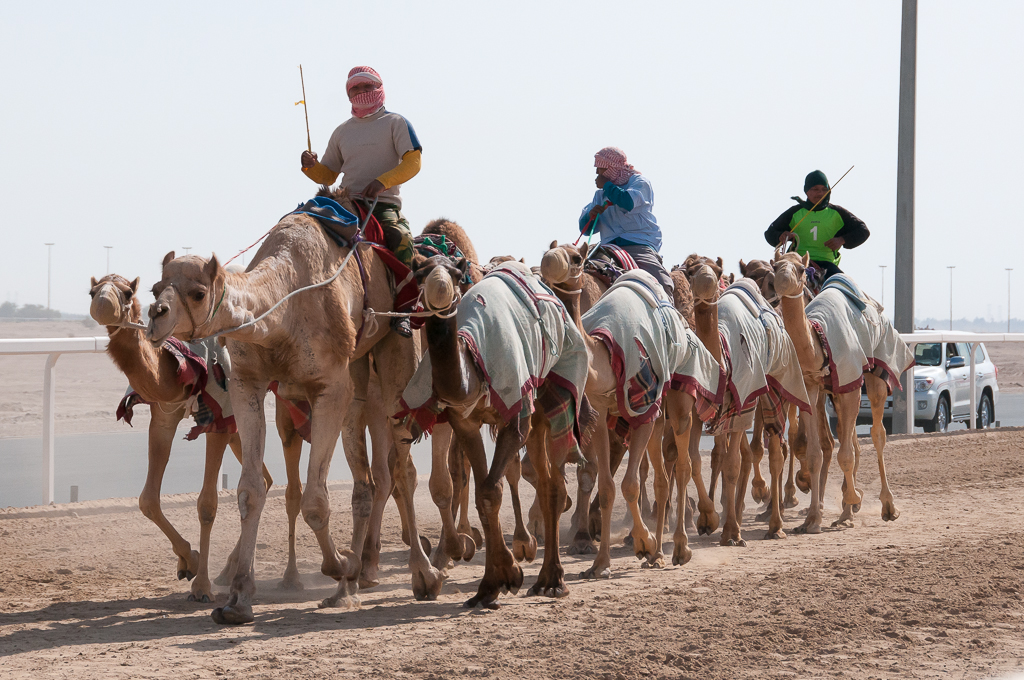
Al-Shahaniya, a maior pista de corridas de camelo do Qatar

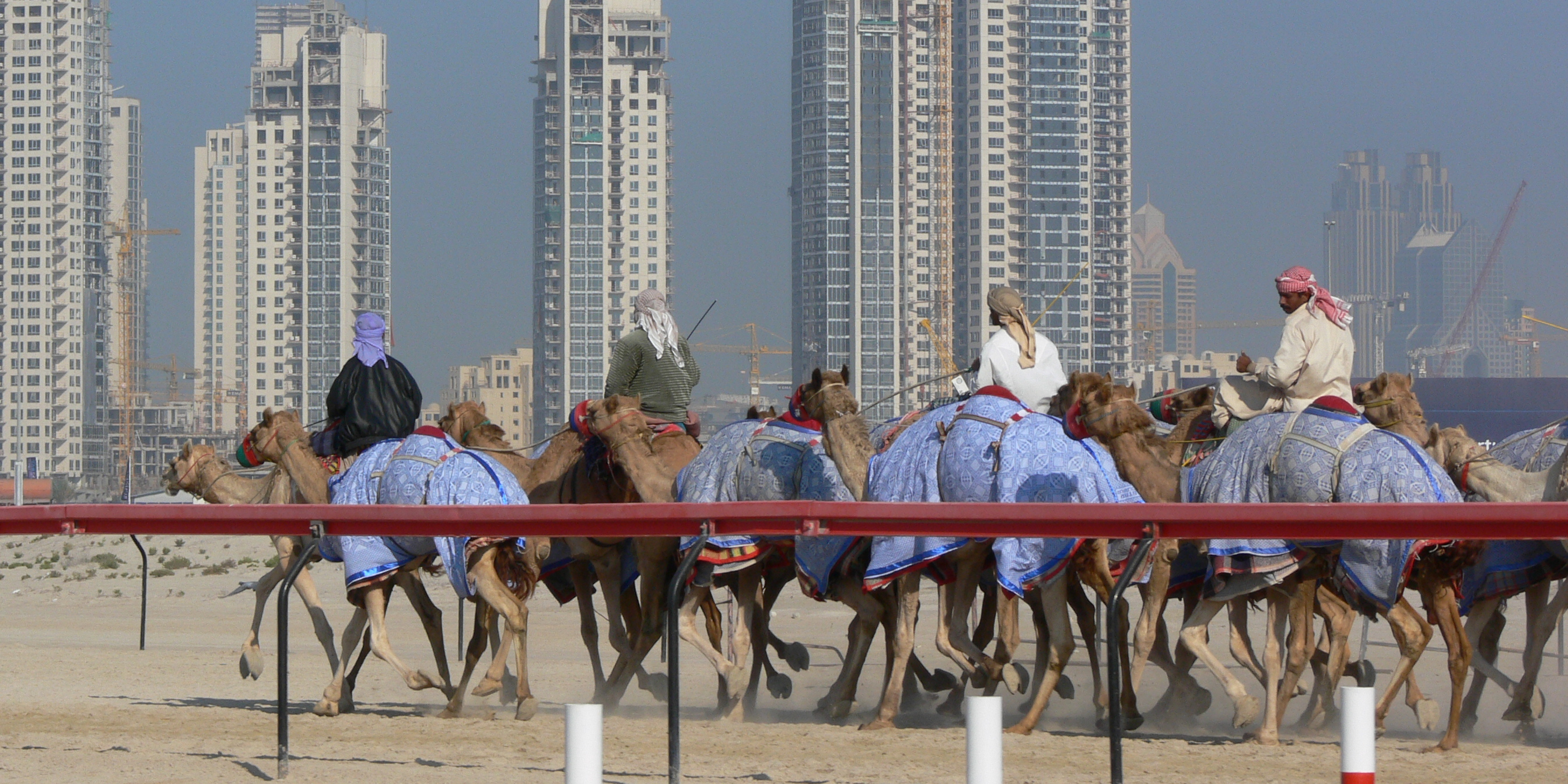
Corridas de camelo em Dubai

A corrida de camelos é um esporte popular no Paquistão, Arábia Saudita, Egito, Bahrein, Jordânia, Catar, Emirados Árabes Unidos, Omã, Austrália e Mongólia. Assim como a corrida de cavalos, a corrida de camelos profissional é um evento de apostas e atração turística. Os camelos conseguem correr a velocidades de até 65 km/h (18 m/s) em sprints curtos e podem manter uma velocidade de 40 km/h (11 m/s) por uma hora. Camelos são muitas vezes montados por jóqueis crianças, mas alegações de abusos dos direitos humanos levaram à proibição nacional do trabalho infantil nos Emirados Árabes Unidos e no Catar. Nas corridas de camelos modernas, os camelos são geralmente controlados por jóqueis robóticos controlados remotamente.
Uma grande corrida de camelos é a Camel Cup realizada em Alice Springs, que é a segunda maior corrida de camelo da Austrália. Ela é realizada anualmente e inclui não apenas as corridas de camelos, mas também uma série de feiras e outras formas de entretenimento. O maior prêmio em dinheiro na Austrália é "The Boulia Desert Sands" com uma bolsa de prêmio de 25 000 dólares australianos em Queensland.

## Crianças jóqueis
Crianças são muitas vezes usadas como jóqueis por causa de seu peso leve. Há relatos de que milhares de crianças (algumas reportadas como tendo até 2 anos de idade) são traficadas de países como Afeganistão, Bangladesh, Irã, Paquistão, Índia e Sudão, para serem usadas como jóqueis na indústria de corridas de camelos nos países árabes do Golfo Pérsico. As estimativas variam de 5 000 a 40 000 crianças jóqueis de camelos na região do Golfo Pérsico.
Muitas crianças jóqueis de camelo ficam gravemente feridas ao cair dos animais. As crianças jóqueis vivem em campos (chamados de "ousbah"), perto de pistas de corrida e muitas são vítimas de abuso. Centenas de crianças foram resgatadas de fazendas de camelos em Omã, Qatar e Emirados Árabes Unidos e levadas de volta para suas casas de origem ou mantidas em abrigos. Alguns países emitiram penalidades para aqueles que traficaram jóqueis de camelos e responsabilizaram os proprietários em devolver as crianças de volta a seus países de origem. No entanto, eles relatam que, em muitos casos, as crianças resgatadas eram aquelas que foram vendidas por seus próprios pais em troca de dinheiro ou trabalho no exterior. Se elas fossem devolvidas, as crianças seriam novamente vendidas para os mesmos propósitos. Outras crianças não falavam suas línguas nativas ou não sabiam viver fora das fazendas de camelos. Um proeminente ativista para a reabilitação e recuperação dos jóqueis é o advogado paquistanês Ansar Burney. Ele concentrou uma parte de seu trabalho na eliminação do uso de jóqueis infantis.

### Proibição
Os Emirados Árabes Unidos foram o primeiro país a proibir o uso de crianças menores de 15 anos como jóqueis de camelos de corrida quando o Sheikh Hamdan bin Zayed Al Nahyan anunciou a proibição em 29 de julho de 2002. Em 2009, os Emirados Árabes Unidos pagaram indenizações para 879 ex-jóqueis. Os Emirados Árabes Unidos agora emitem sanções, tais como a prisão e a proibição do uso de crianças como jóqueis. Em 2010, os voluntários da Anti-Slavery International fotografaram violações a esta proibição.
No Qatar, o Emir do Qatar, Hamad Al Thani, proibiu jóqueis crianças em 2005, e determinou que, em 2007, todas as corridas de camelo fossem controladas por jóqueis robóticos.